# رجب میدانی
رجب میدانی (انگلیسی: Rexhep Meidani؛ زادهٔ ۱۷ اوت ۱۹۴۴) یک سیاست‌مدار، فیزیک‌دان و استاد دانشگاه اهل آلبانی است.